# Polycentropus maculatus
Polycentropus maculatus là một loài Trichoptera trong họ Polycentropodidae. Chúng phân bố ở miền Tân bắc.